# 孙家振
孙家振（1862年、1863年或1864年—1939年），字玉声，号漱石，上海人，中國报人、鸳鸯蝴蝶派作家，曾任申报编辑以及新闻报第一任总主编、时事新报、輿论时事报主编。他又自办采风报、笑林报、新世界报、大世界等报，并开办上海书局以及萍社。又任捷音公所董事、伶界联合会会长。著作有《海上繁华梦》、《续海上繁华梦》、《如此官场》、《一粒珠》、《嫩柳庐笔谈》、《沪壖话旧录》、《退醒庐笔记》等。